# Giuseppe Virgili (calciatore)
Giuseppe Virgili (Udine, 24 luglio 1935 – Firenze, 10 giugno 2016) è stato un calciatore e allenatore di calcio italiano, di ruolo attaccante.
Soprannominato Pecos Bill da Gianni Brera, militò in Serie A e in Nazionale negli anni 1950 e 1960. Legò i suoi trascorsi calcistici principalmente alla Fiorentina, venendo ricordato come il bomber della squadra del 1955-1956, quella del primo scudetto gigliato.

## Biografia
Padre di Alessandro, fu nonno dei tennisti Alexia, Adelchi e Augusto Virgili. Scomparve nel 2016 all'età di ottanta anni; le esequie vennero celebrate il 13 giugno nella chiesa dei Santi Gervasio e Protasio di Firenze.

## Carriera

### Giocatore

#### Club
Si mise in luce nella stagione 1953-1954 con l'Udinese, squadra della sua città, realizzando 9 reti decisive per la permanenza dei friulani in Serie A. Venne quindi notato dalla Fiorentina che lo acquistò nell'estate del 1954. In viola, nell'annata 1954-1955, segnò 15 reti contribuendo al quinto posto della squadra in campionato, mentre nella stagione successiva, giocando in attacco con Miguel Montuori e Julinho, realizzò 21 delle 59 reti complessive dei gigliati che vinsero per la prima volta nella loro storia lo scudetto (con 12 punti di vantaggio sulla seconda e una sola sconfitta al passivo); le prestazioni offerte nell'occasione gli valsero anche le prime convocazioni nella Nazionale maggiore.
Nelle due annate successive il numero di marcature di Virgili scese (10 nel 1956-1957, 9 nel 1957-1958), pur contribuendo attivamente alla vittoria della Coppa Grasshoppers nel 1957, ai due secondi posti in campionato e all'accesso alle finali di Coppa dei Campioni 1956-1957 – prima volta assoluta per un club italiano – e di Coppa Italia 1958, perse rispettivamente contro Real Madrid e Lazio. Nell'estate del 1958 venne ceduto al Torino, allora sponsorizzato dalla Talmone. L'annata portò i granata alla prima retrocessione della propria storia e le 10 reti di Virgili, tra cui una tripletta nel derby della Mole contro la Juventus, non bastarono a evitare ai granata la Serie B.
Virgili rimase a Torino anche nella stagione successiva, trascinando i piemontesi all'immediato ritorno in Serie A con 20 reti che gli valsero il titolo di capocannoniere. Venne quindi ceduto al Bari. In Puglia disputò due stagioni con sole 9 reti complessive, una retrocessione in Serie B nell'annata 1960-1961 e un campionato cadetto l'anno seguente. Nel torneo 1960-1961 difese eccezionalmente anche la porta dei galletti nella trasferta di San Siro contro il Milan, quando il portiere biancorosso Enzo Magnanini si fratturò una spalla, ciò poiché allora non erano previste sostituzioni; la partita venne vinta dal Bari per 3-1.
A soli ventisette anni, nel 1962 accettò l'offerta del Livorno di scendere in Serie C. Nella seconda annata in Toscana, con 15 reti contribuì alla promozione in serie cadetta degli amaranto. Restò a Livorno anche per la stagione 1964-1965, in cui andò a segno in un'occasione. Chiuse la carriera nel 1966, dopo un campionato di Serie C giocato nelle file del Taranto. Totalizzò complessivamente 80 reti in 193 apparizioni in Serie A e 72 presenze con 24 reti in Serie B.

#### Nazionale

Virgili in maglia azzurra segna un gol al Brasile, Milano, 25 aprile 1956.

In Nazionale disputò 7 incontri tra il 1955 e il 1957, tutti amichevoli, realizzando una doppietta nell'incontro di San Siro del 25 aprile 1956 contro il Brasile, conclusosi 3-0 per gli azzurri. Il 12 maggio 1957, l'Italia venne sconfitta con il pesante passivo di 1-6 a Zagabria dalla Jugoslavia; durante il viaggio di ritorno in treno, gli azzurri furono fischiati alla stazione di Trieste e Virgili gridò ai tifosi: «andate a lavorare», rischiando il linciaggio.

### Allenatore
Nella stagione di Serie D 1978-1979 sedette sulla panchina del Gubbio. In seguito, nella prima metà degli anni 1980 allenò per alcuni mesi la squadra dilettantistica di Vicchio, in provincia di Firenze, nel campionato toscano di Seconda Categoria.

### Dopo il ritiro
Diresse una scuola calcio del Gruppo Sportivo Firenze Sud Sporting Club a lui nominata, la "Scuola Calcio Beppe Virgili". Nel 2013 entrò nella Hall of Fame Viola.

## Statistiche

### Presenze e reti nei club
| Stagione          | Squadra           | Campionato        | Campionato | Campionato | Coppe nazionali | Coppe nazionali | Coppe nazionali | Coppe continentali | Coppe continentali | Coppe continentali | Altre coppe | Altre coppe | Altre coppe | Totale | Totale |
| Stagione          | Squadra           | Comp              | Pres       | Reti       | Comp            | Pres            | Reti            | Comp               | Pres               | Reti               | Comp        | Pres        | Reti        | Pres   | Reti   |
| ----------------- | ----------------- | ----------------- | ---------- | ---------- | --------------- | --------------- | --------------- | ------------------ | ------------------ | ------------------ | ----------- | ----------- | ----------- | ------ | ------ |
| 1952-1953         | Udinese           | A                 | 2          | -          | -               | -               | -               | -                  | -                  | -                  | -           | -           | -           | 2      | -      |
| 1953-1954         | Udinese           | A                 | 33         | 9          | -               | -               | -               | -                  | -                  | -                  | -           | -           | -           | 33     | 9      |
| Totale Udinese    | Totale Udinese    | Totale Udinese    | 35         | 9          |                 | -               | -               |                    | -                  | -                  |             | -           | -           | 35     | 9      |
| 1954-1955         | Fiorentina        | A                 | 29         | 15         | -               | -               | -               | -                  | -                  | -                  | -           | -           | -           | 29     | 15     |
| 1955-1956         | Fiorentina        | A                 | 32         | 21         | -               | -               | -               | -                  | -                  | -                  | CG          | -           | -           | 32     | 21     |
| 1956-1957         | Fiorentina        | A                 | 22         | 10         | -               | -               | -               | CC                 | 4                  | 1                  | CG          | -           | -           | 26     | 11     |
| 1957-1958         | Fiorentina        | A                 | 18         | 9          | CI              | 5               | 4               | -                  | -                  | -                  | -           | -           | -           | 23     | 13     |
| Totale Fiorentina | Totale Fiorentina | Totale Fiorentina | 101        | 55         |                 | 5               | 4               |                    | 4                  | 1                  |             | -           | -           | 110    | 60     |
| 1958-1959         | Torino            | A                 | 25         | 10         | CI              | 2               | 2               | -                  | -                  | -                  | -           | -           | -           | 27     | 12     |
| 1959-1960         | Torino            | B                 | 38         | 20         | CI              | 3               | 1               | -                  | -                  | -                  | CA          | 1           | 2           | 42     | 23     |
| Totale Torino     | Totale Torino     | Totale Torino     | 63         | 30         |                 | 5               | 3               |                    | -                  | -                  |             | 1           | 2           | 69     | 35     |
| 1960-1961         | Bari              | A                 | 22         | 6          | CI              | -               | -               | -                  | -                  | -                  | -           | -           | -           | 22     | 6      |
| 1961-1962         | Bari              | B                 | 14         | 3          | CI              | -               | -               | -                  | -                  | -                  | -           | -           | -           | 14     | 3      |
| Totale Bari       | Totale Bari       | Totale Bari       | 36         | 9          |                 | -               | -               |                    | -                  | -                  |             | -           | -           | 35     | 9      |
| 1962-1963         | Livorno           | C                 | 25         | 9          | -               | -               | -               | -                  | -                  | -                  | -           | -           | -           | 25     | 9      |
| 1963-1964         | Livorno           | C                 | 26         | 15         | -               | -               | -               | -                  | -                  | -                  | -           | -           | -           | 26     | 15     |
| 1964-1965         | Livorno           | B                 | 20         | 1          | CI              | -               | -               | -                  | -                  | -                  | -           | -           | -           | 20     | 1      |
| Totale Livorno    | Totale Livorno    | Totale Livorno    | 61         | 25         |                 | -               | -               |                    | -                  | -                  |             | -           | -           | 61     | 25     |
| 1965-1966         | Taranto           | C                 | 6          | -          | -               | -               | -               | -                  | -                  | -                  | -           | -           | -           | 6      | -      |
| Totale            | Totale            | Totale            | 302        | 128        |                 | 10              | 7               |                    | 4                  | 1                  |             | 1           | 2           | 317    | 138    |

### Cronologia presenze e reti in nazionale
| Cronologia completa delle presenze e delle reti in nazionale ― Italia | Cronologia completa delle presenze e delle reti in nazionale ― Italia | Cronologia completa delle presenze e delle reti in nazionale ― Italia | Cronologia completa delle presenze e delle reti in nazionale ― Italia | Cronologia completa delle presenze e delle reti in nazionale ― Italia | Cronologia completa delle presenze e delle reti in nazionale ― Italia | Cronologia completa delle presenze e delle reti in nazionale ― Italia | Cronologia completa delle presenze e delle reti in nazionale ― Italia |
| Data                                                                  | Città                                                                 | In casa                                                               | Risultato                                                             | Ospiti                                                                | Competizione                                                          | Reti                                                                  | Note                                                                  |
| --------------------------------------------------------------------- | --------------------------------------------------------------------- | --------------------------------------------------------------------- | --------------------------------------------------------------------- | --------------------------------------------------------------------- | --------------------------------------------------------------------- | --------------------------------------------------------------------- | --------------------------------------------------------------------- |
| 27-11-1955                                                            | Budapest                                                              | Ungheria                                                              | 2 – 0                                                                 | Italia                                                                | Coppa Internazionale 1955-1960                                        | -                                                                     |                                                                       |
| 18-12-1955                                                            | Roma                                                                  | Italia                                                                | 2 – 1                                                                 | Germania Ovest                                                        | Amichevole                                                            | -                                                                     |                                                                       |
| 15-2-1956                                                             | Bologna                                                               | Italia                                                                | 2 – 0                                                                 | Francia                                                               | Amichevole                                                            | -                                                                     |                                                                       |
| 25-4-1956                                                             | Milano                                                                | Italia                                                                | 3 – 0                                                                 | Brasile                                                               | Amichevole                                                            | 2                                                                     |                                                                       |
| 24-6-1956                                                             | Buenos Aires                                                          | Argentina                                                             | 1 – 0                                                                 | Italia                                                                | Amichevole                                                            | -                                                                     |                                                                       |
| 1-7-1956                                                              | Rio de Janeiro                                                        | Brasile                                                               | 2 – 0                                                                 | Italia                                                                | Amichevole                                                            | -                                                                     |                                                                       |
| 12-5-1957                                                             | Zagabria                                                              | Jugoslavia                                                            | 6 – 1                                                                 | Italia                                                                | Coppa Internazionale 1955-1960                                        | -                                                                     |                                                                       |
| Totale                                                                |                                                                       | Presenze                                                              | 7                                                                     |                                                                       | Reti                                                                  | 2                                                                     |                                                                       |

## Palmarès

### Giocatore

#### Club

##### Competizioni nazionali
- Campionato italiano: 1

Fiorentina: 1955-1956
- Campionato italiano di Serie B: 1

Torino: 1959-1960

##### Competizioni internazionali
- Coppa Grasshoppers: 1

Fiorentina: 1952-1957

#### Individuale
- Capocannoniere della Serie B: 1

1959-1960 (21 reti)